# 豐沙里
豐沙里是老撾的城鎮，也是豐沙里省的首府，位於該國北部，海拔高度約1,430米，該鎮沒有在越南戰爭中遭到破壞，2010人口估計為15,083。